# Asclepias curtissii
Asclepias curtissii (engl. Curtiss' milkweed) ist eine Pflanzenart der Gattung Seidenpflanzen (Asclepias) aus der Unterfamilie der Seidenpflanzengewächse (Asclepiadoideae). Das Areal der Art ist auf Südflorida beschränkt. Sie ist sehr selten und die Vorkommen sind stark fragmentiert. Sie wächst zudem ausschließlich auf gut durchlässigen sandigen Böden. Das Artepitheton ehrt Allen Hiram Curtiss, einen amerikanischen Botaniker, der die Flora in Florida erforschte.

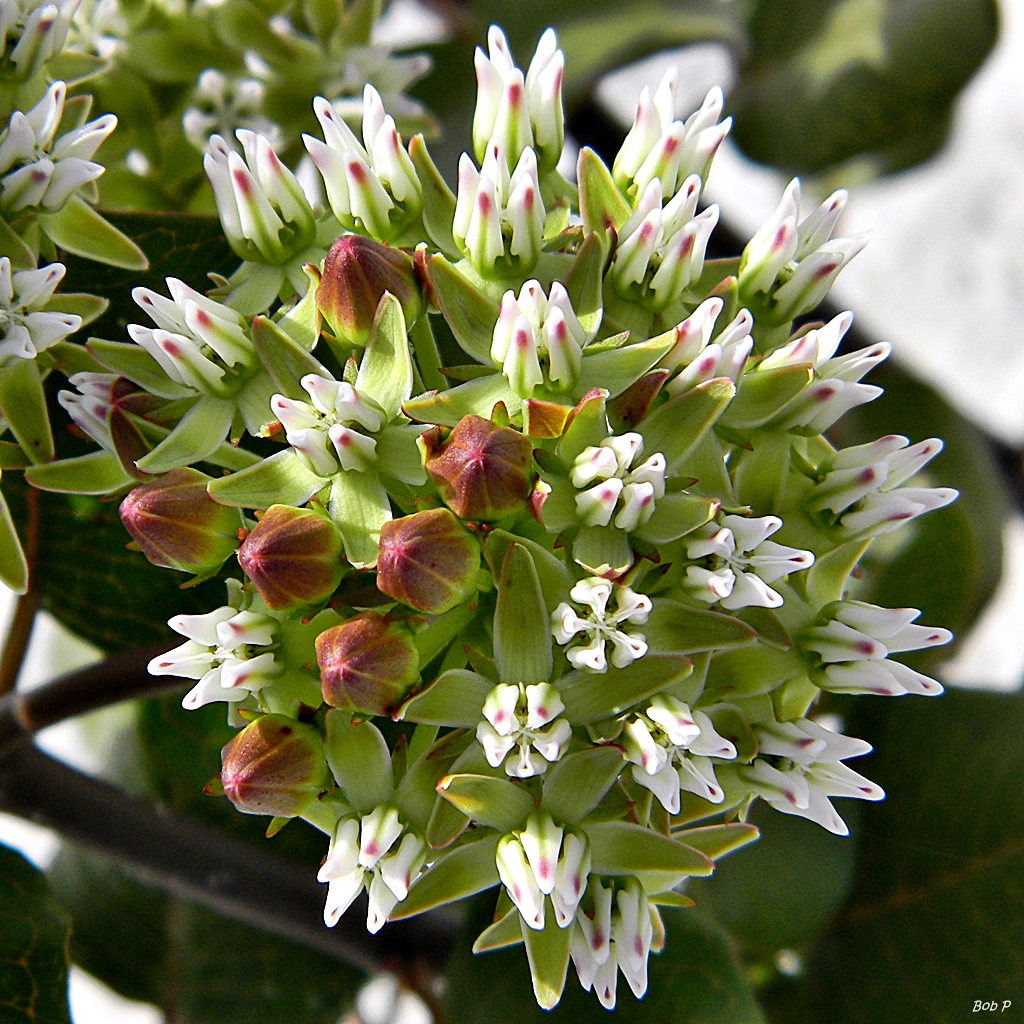
Aufsicht auf einen Blütenstand mit Knospen und Blüten

## Merkmale

### Vegetative Merkmale
Asclepias curtissii ist eine ausdauernde Pflanze mit einer fleischigen, weißlichen Pfahlwurzel. Die krautigen Triebe sterben jedes Jahr nach einer Vegetationsperiode ab und treiben im folgenden Jahr aus der Pfahlwurzel neu aus. Pro Wurzelstock bzw. Pfahlwurzel wird in aller Regel nur ein Trieb gebildet. Gelegentlich wird auch ein Jahr kein Trieb gebildet, und die Pflanze treibt erst im darauf folgenden Jahr wieder aus. Die zunächst aufrecht wachsenden, später auch nieder liegenden oder sich an andere Pflanzen anlehnenden Triebe sind vergleichsweise schlank, einfach und spärlich verzweigt. Die Verzweigungen resultieren in der Regel aus Verletzungen des Endsprosses. Sie werden 30 bis 70 cm (bis 120 cm: 4 feet) lang und sind unscheinbar flaumig behaart oder auch kahl. Der Milchsaft ist weiß, klebrig und dickflüssig. Es werden im Durchschnitt 14 Knoten gebildet, die Internodien sind im Durchschnitt 2,4 cm lang. Die tiefgrünen, meist gegenständigen, sehr selten auch alternierenden Blätter sind gestielt, die Stiele 4 bis 7 mm lang. Im Durchschnitt werden 22 Blätter pro Pflanze gebildet; im Maximum bis 55 Blätter. Die Blattspreiten, gewöhnlich mit leicht welligen Rändern,  sind breit-elliptisch, eiförmig oder annähernd quadratisch mit einer stumpfwinkligen Spitze. Das Blattende kann auch gerundet sein, mit einer stachelspitzigen Einbuchtung, die Basis ist breit gerundet. Die Spreiten sind  2 bis 5 cm lang, 1,5 bis 3 cm breit, fest-häutig und kahl.

### Blütenstand und Blüten
Die wenigen (≈ 3), einzeln stehenden, gestielten Blütenstände sind vielblütig (20–30 Blüten) und kuppelförmig, und entspringen seitlich an einigen der obersten Nodien. Die Blütenstandsstiele sind schlank, 2,5 bis 4 cm lang und fein flaumig behaart. Die fünfzähligen zwittrigen Blüten sind zygomorph und besitzen eine doppelte Blütenhülle. Der Blütenstiel ist dünn und 1 bis 1,5 cm lang und fein flaumig behaart. Die Blüten sind eher klein. Alle Blüten eines Blütenstandes blühen mehr oder weniger synchron. Die Anthesis dauert ungefähr 5 Tage. Die Kelchblätter sind schmal-lanzettlich und 2,5 bis 3 mm lang. Die Blütenkrone ist radförmig mit nahezu komplett zurück geschlagenen Kronblattzipfeln, diese sind blassgrün, grünlichweiß bis weiß und ungefähr 6 mm lang. Die einreihige, weiße oder cremefarbene Nebenkrone ist annähernd sessil (i. e. ungestielt), breit-verkehrtkonisch und misst 0,5 mm in der Länge und 2 mm in der Breite. Die kapuzenförmigen Zipfel der staminalen Nebenkrone sind länglich-lanzettlich und zugespitzt. Sie sind 4,5 bis 5 mm lang, grünlichweiß bis blass pinkfarben. Die Farbe ist innerhalb einer Pflanze jedoch konstant. Der hornförmige Sekundärfortsatz ist viel kürzer als die Zipfel und liegt über die Hälfte der Länge an den Zipfeln innen an. Er ist am oberen Ende scharf nach innen gekrümmt. Die kapuzenförmigen Zipfel enthalten Nektar, der von Nektartaschen produziert wird. Der Griffelkopf ist breit-konisch mit abgeflachter Oberseite und etwa 1,5 mm lang und 3 mm breit.

### Früchte und Samen
Die meist einzeln und aufrecht stehenden, sehr selten paarigen Balgfrüchte sind spindelförmig und 14 cm lang. Die Balgfrucht benötigt etwa 60 Tage bis zur Reife und enthält im Durchschnitt etwa 50 Samen. Die Samen besitzen einen weißen Haarschopf.

### Ähnliche Arten
Die Art ähnelt im Blütenstand einer weißblütigen Asclepias tuberosa, ist jedoch sicher näher mit Asclepias purpurascens verwandt.

## Geographische Verbreitung und (Syn-)Ökologie
Asclepias curtissii Gray ist ohne Ausnahme auf zwei Pflanzengemeinschaften beschränkt: scrub und scrubby flatwood; beide kommen fast ausschließlich in Florida vor. Beide Pflanzengemeinschaften benötigen gut durchlässige, tiefgründige, sandige und nährstoffarme Böden. Die scrub-Gemeinschaft setzt sich aus Pinus clausa, Quercus geminata. Quercus inopina, Quercus myrtifolia, Quercus chapmanii und Ceratiola ericoides. Die "scrubby flatwood"-Gemeinschaft besteht aus Pinus palustris, Pinus elliottii, den oben genannten xerophytischen Eichenarten,  verschiedenen Flechten (Cladonia spp. und Cladina spp.) und dem Gras Aristida sp.
Die Art braucht einen sonnigen Standort und blüht am Naturstandort von April bis August, einzelne Pflanzen auch bis Oktober. Die Blüten produzieren viel Nektar und ziehen daher Schmetterlinge an, darunter auch Danaus gilippus und den Monarchfalter (Danaus plexippus). Die Pflanze ist auch Nahrungspflanze für die Raupen dieser Schmetterlingsarten, die die Blätter fressen. Auch die Raupen einer Bärenspinner-Art Neoplynes eudora fressen an den Blättern von Asclepias curtissii. Die am häufigsten an den Blüten beobachteten Schmetterlinge waren jedoch Vertreter der Dickkopffalter (Hesperiidae). Beobachtet wurden Thorybes pylades, Polites vibex, Atalopedes campestris, Hylephila phyleus, Erynnis zarucco, Erynnis horatius, Wallengrenia otho und Panoquina ocola. Häufig wurden auch Bläulinge (Lycaenidae) beobachtet: identifiziert wurden Hemiargus ceraunus, Strymon melinus und Fixinia favonius. Dass diese Schmetterlinge die potenziellen Bestäuber der Blüten sind, beweisen die angeklebten Pollinien. In einem Fall wurde ein Exemplar von Wallengrenia otho mit 9 angeklebten Pollinien beobachtet, in einem anderen Fall ein Exemplar von Hylephila phyleus mit 8 angeklebten Pollinien. Aber auch andere Insekten wurden, wenn auch weitaus seltener, an den Blüten beobachtet. Auch Ameisen hielten sich zahlreich auf den Blüten auf um Nektar zu trinken. 

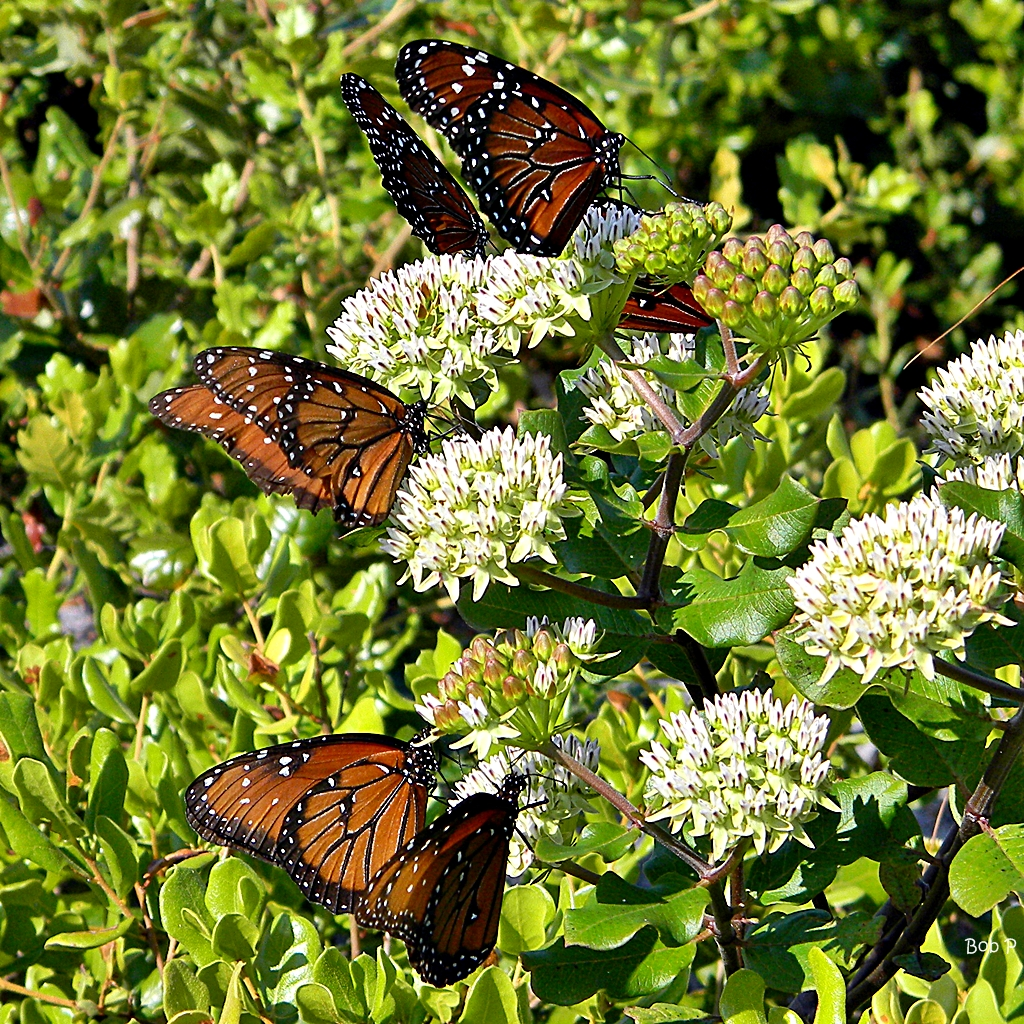
Mehrere Exemplare von Danaus gilippus saugen Nektar aus den Blüten von Asclepias curtissii

Die Pflanzen scheinen sehr alt zu werden, wie übrigens auch einige andere Arten der Gattung Asclepias, z. B. Asclepias meadii. In einem Garten überlebte ein Exemplar bis zum Beobachtungszeitpunkt bereits 25 Jahre. Das Exemplar hatte aber nicht jedes Jahr einen Trieb produziert. Sie können sich jedoch nicht vegetativ vermehren.

## Taxonomie und Systematik
Das Taxon wurde 1883 von Asa Gray erstmals klassifiziert. Das Typusexemplar war 1879 von Allen Hiram Curtiss bei Titusville, an der Ostküste Floridas gesammelt worden. Es wird heute im U. S. National Herbarium in Washington, D.C. aufbewahrt.
Ein jüngeres Synonym ist Asclepias aceratoides George Valentine Nash (1895). Da der Name bereits durch Asclepias aceratoides M.A.Curtis (1849) vergeben war, schlug Nash 1896 den neuen Namen Asclepias arenicola Nash nomen novum vor. Edward Lee Greene transferierte Asclepias arenicola Nash in die Gattung Oxypteryx; Oxypteryx arenicola (Nash) Greene ist damit ebenfalls ein Synonym von Asclepias curtissii. John Kunkel Small transferierte 1933 Asclepias curtissii ebenfalls in die Gattung Oxypteryx, 1954 ordnete Robert Everard Woodson das Taxon wieder in die Gattung Asclepias ein. Die Plant List akzeptiert das Taxon als gültige Art.

## Gefährdung
Die Art ist im Areal sehr selten, die Vorkommen sind nicht nur durch die starke Zerstörung der Habitate, sondern auch durch die Standortansprüche der Art stark fragmentiert. Sie gilt daher als gefährdet. Möglicherweise wird ihre Seltenheit jedoch überschätzt, denn viele Exemplare treiben nur alle zwei Jahre aus, möglicherweise haben manche Exemplare noch längere Ruhephasen.

## Belege